# Gelber Regen
Gelber Regen (englisch Yellow Rain) ist ein Begriff, der sich auf eine von der UdSSR und der Vietnamesischen Volksarmee angeblich im Vietnamkrieg und im Zweiten Laotischen Bürgerkrieg (1963–73) eingesetzte chemische Waffe bezieht.
Es soll sich dabei um Mykotoxine, unter anderem T-2-Toxin, gehandelt haben.
Sowjetische Transportflugzeuge und Hubschrauber sollen Gifte als „gelben Regen“ versprüht haben, um US-amerikanische und südvietnamesische Soldaten zu töten. Gezielt sollen auch Angehörige des Hmong-Volkes angegriffen worden sein, um sie für ihre Kooperation mit den Amerikanern zu bestrafen.
Der Einsatz derartiger Gifte wäre ein klarer Verstoß gegen das Genfer Protokoll von 1925 und wider die Biowaffenkonvention von 1972. Diese Vorwürfe konnten – nach dem Besuch einer Expertengruppe im Jahr 1987 – nicht bewiesen werden.

## Überblick
In den 1960er Jahren begann die CIA, Angehörige des Hmong-Volkes in Laos zu rekrutieren, um mit ihnen gemeinsam die Armee Nordvietnams zu bekämpfen. Diese Intervention eskalierte in einen Bürgerkrieg in Laos, an dem sich Hmong-Guerilla-Kämpfer beteiligten, indem sie versuchten, den Ho-Chi-Minh-Pfad zu blockieren und abgestürzte amerikanische Piloten zu retten.
Als sich die USA aufgrund von innenpolitischem Druck aus dem Vietnamkrieg zurückziehen mussten, wurde das Königreich Laos schnell von den Kommunisten übernommen, und die Hmong waren gezwungen, ins Gebirge zu flüchten. Viele von ihnen wurden in Arbeitslager verschleppt oder ermordet, anderen gelang es, nach Thailand zu flüchten, wo sie in Flüchtlingslagern lebten.
In diesem Zusammenhang wurde vermehrt berichtet, dass Flugzeuge mit sowjetischen Hoheitszeichen unbekannte Substanzen über den Lagern versprühten, die Kollaps und in vielen Fällen einen schmerzhaften Tod verursacht haben sollen. Dieser „gelbe Regen“ soll auch Pflanzen und Tiere vernichtet haben. Über einen Zeitraum von 1975 bis 1981 sollen 6.378 Menschen auf diese Weise getötet worden sein. Die Vermutung, dass hier das T-2-Mycotoxin als biologische Waffe eingesetzt worden war, wurde laut.
1978 und 1979 sollen dieselben Mittel bei der vietnamesischen Invasion in Kambodscha und bei der Sowjetischen Invasion von Afghanistan zum Einsatz gekommen sein.
Zu den Symptomen, die nach Kontakt mit den eingesetzten Mitteln eintraten, sollen Benommenheit, Ohnmacht, Bluthusten, Schock und oft der Tod gehört haben.

## T-2-Mykotoxin
Es sind etwa 300 Mykotoxine bekannt, die von etwa 350 Spezies von Pilzen produziert werden. Das T-2-Mycotoxin, das zu den Fusarium-Toxinen gehört, wird von den Gattungen Fusarium, Myrothecium, Trichoderma, Trichothecium, Cephalosporium, Verticimonosporium und Stachybotrys abgesondert.
Die Symptome der Vergiftung sind charakterisiert von Abdominalschmerzen, Diarrhoe, Erbrechen, Schüttelfrost, Myalgie und Myelosuppression und Überproduktion von Granulozyten sowie Sepsis.
Die Wirksamkeit von Mycotoxin-Vergiftung wurde dem sowjetischen Militär demonstriert, als Brot, das versehentlich mit Fusarium-Pilzen verseucht worden war, viele Zivilisten tötete, was eine Intensivierung der Forschung an Mycotoxinen zur Folge hatte. Hierbei wurde ihre Anwendbarkeit als Waffe entdeckt und entsprechende Arten gezüchtet.

## Verlautbarungen

### US-Regierung

Alexander Haig verkündete den Verdacht, dass die UdSSR Biowaffen eingesetzt hatte.

Vice Chief of Staff of the Army Alexander Haig, gab im September 1981 bei einer Rede in West-Berlin an, laotische Kommunisten und die Vietnamesische Volksarmee würden mit Unterstützung der UdSSR Biowaffen gegen die Hmong einsetzen. Dies wiederholte er in einem detaillierten Vortrag vor dem amerikanischen Kongress im März 1982.

### UdSSR
Moskaus Nachrichtenagentur TASS verlautbarte später, bei den Anschuldigungen handle es sich um „böswillige Verleumdungen und [eine] antisowjetische Farce“.

### Wissenschaftliche Untersuchungen
Im Jahr 1987 reiste eine Gruppe von Wissenschaftlern, geführt von Matthew Meselson, nach Laos, um den Anschuldigungen nachzugehen. Das Team fand einige Mycotoxine, die augenscheinlich natürlich in der Region zu finden waren. Das Auffinden von gelben Pollen ließ das Team eine alternative Hypothese bezüglich des „Gelben Regens“ verlautbaren: Es könnte sich um massive Ablagerungen von Bienenkot handeln. Das Fazit der Untersuchung lautete, dass es keine Anhaltspunkte für einen Einsatz chemischer Waffen gebe.

### CIA-Analyse
Im Jahr 1981 reisten Mediziner der CIA nach Südostasien und beschafften sich Leichen von Opfern des „Gelben Regens“, um Autopsien an ihnen durchzuführen. Magen und Dünndarm der Opfer waren zersetzt, was auf ein Gift mit geringer molarer Masse hindeutete. Proben an Vegetation und Wasser bestätigten den Verdacht auf Mykotoxine.
Ein im Jahr 1983 verfasstes, geheimes CIA-Dokument (“Annex B: Soviet Development of Toxins”) beschreibt, wie die Sowjetunion Waffen auf Basis von Trichothecen-Mycotoxins bereits 1941 zu entwickeln begann und sie an politischen Gefangenen testete. Das Dokument betont die Ähnlichkeit der Symptome zu den von den Hmong beschriebenen.

### Pressestimmen
Das Wall Street Journal veröffentlichte im Jahr 1981 einen Leitartikel, in dem es hieß: „[…]die Beweise sind schlüssig: Die Sowjets sind bereits lange mit der Entwicklung und Produktion von chemischen und biologischen Waffen beschäftigt. Sie haben diese Waffen im Jemen eingesetzt, und nun in Kambodscha und Afghanistan.“

## Folgen
Die UdSSR begann als Reaktion auf die Vorwürfe eine Desinformationskampagne unter dem Codenamen „Operation Infektion“, die als Rache dienen und gleichzeitig vom enormen Biowaffenarsenal der Sowjetunion ablenken sollte.